# Руші (Сібіу)
Руші (рум. Ruși) — село у повіті Сібіу в Румунії. Входить до складу комуни Слімнік.
Село розташоване на відстані 227 км на північний захід від Бухареста, 19 км на північ від Сібіу, 100 км на південний схід від Клуж-Напоки, 117 км на захід від Брашова.

## Населення
За даними перепису населення 2002 року у селі проживали 832 особи.
Національний склад населення села:
| Національність | Кількість осіб | Відсоток |
| -------------- | -------------- | -------- |
| румуни         | 815            | 98,0%    |
| німці          | 14             | 1,7%     |

Рідною мовою назвали:
| Мова      | Кількість осіб | Відсоток |
| --------- | -------------- | -------- |
| румунська | 817            | 98,2%    |
| німецька  | 13             | 1,6%     |